# Bone (Reich)

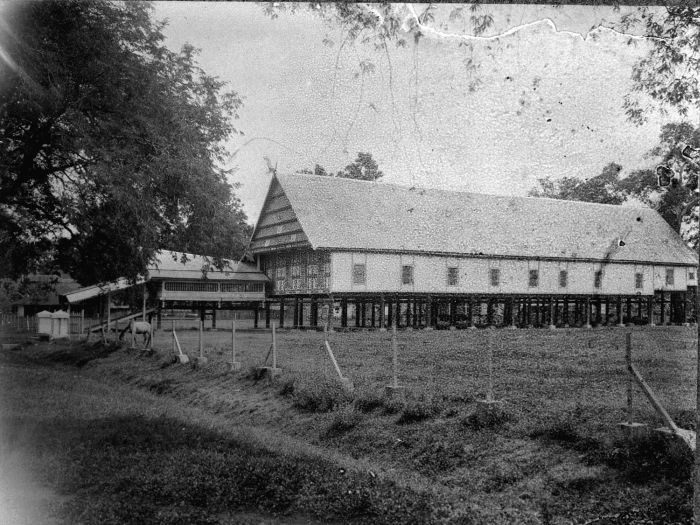
Palast der Prinzessin um 1910

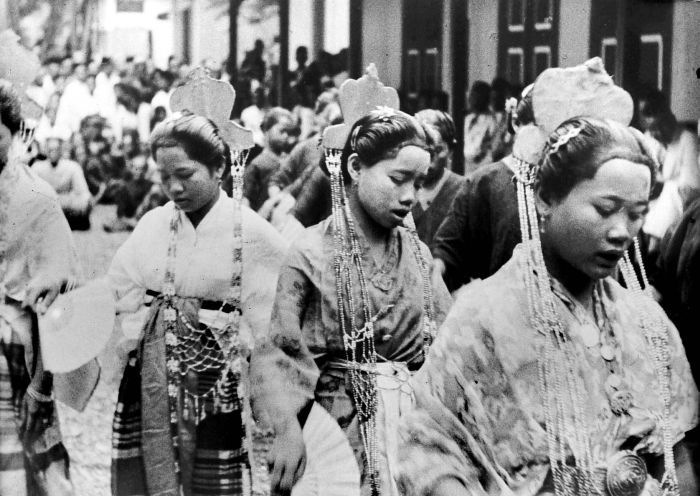
Hofdamen von Bone

Bone oder Boni war ein Sultanat auf der südwestlichen Halbinsel von Sulawesi, heute Teil Indonesiens. Auf einer Fläche von 2600 km², lag Bones Hauptstadt Watampone 130 km nordöstlich der Stadt Makassar und war die Heimat der Bugis.
Einst der mächtigste Staat Sulawesis, kam Bone im Jahre 1666 unter niederländischen Einfluss, als es versuchte, sich vor den benachbarten kriegführenden Staaten unter anderem den Königreichen Gowa und Tallo zu schützen. Bis 1814 blieb Bone unter Kontrolle der Niederländer. Die Briten gewannen zwar vorübergehend die Macht über die Region, aber bereits 1816 fiel die Stadt an die Niederlande zurück. Diesem Einfluss widersetzte sich Bone zunehmend. Zahlreiche niederländische Expeditionen nach Bone während des 19. Jahrhunderts wurden verhindert.

## Liste der Königinnen (Arung) von Bone
1. Matasilompoé [Manurungngé ri Matajang] (1392–1424)
2. La Umassa Petta Panré Bessié [To' Mulaiyé Panreng] (1424–1441)
3. La Saliyu Karampéluwa/Karaéng Pélua' [Pasadowakki] (1441–1470)
4. We Ban-ri Gau Daéng Marawa Arung Majang Makaleppié Bisu-ri Lalengpili Petta-ri La Welareng [Malajangngé ri Cina] (1470–1490)
5. La Tenri Sukki Mappajungngé (1490–1517)
6. La Uliyo/Wuliyo Boté'é [Matinroé-ri Itterung] (1517–1542)
7. La Tenri Rawe Bongkangngé [Matinroé-ri Gucinna] (1542–1584)
8. La Icca'/La Inca' [Matinroé-ri Adénénna] (1584–1595)
9. La Pattawe [Matinroé-ri Bettung] (15xx–1590)
10. We Tenrituppu [Matinroé ri Sidénréng] (1590–1607)
11. La Tenrirua [Matinroé ri Bantaéng] (1607–1608)
12. La Tenripalé [Matinroé ri Tallo] (1608–1626)
13. La Ma'daremméng Matinroé ri Bukaka (1626–1643)
14. Tobala', Arung Tanété Riawang, wurde Regent in Gowa (1643–1660)
15. La Ma'daremméng Matinroé ri Bukaka (1667–1672)
16. La Tenritatta Matinroé ri Bontoala' (Arung Palakka) Petta Malampe'é Gemme'na Daéng Sérang (1672–1696)
17. La Patau Matanna Tikka Walinonoé To Tenri Bali Malaé Sanrang Petta Matinroé ri Nagauléng (1696–1714)
18. Batari Toja Daéng Talaga Arung Timurung Datu-ri Citta Sultana Zainab Zakiyat ud-din binti al-Marhum Sultan Idris Azim ud-din [Matinroé-ri Tippuluna] (1714–1715) (die erste Amtszeit)
19. La Padassajati/Padang Sajati To' Apaware Paduka Sri Sultan Sulaiman ibni al-Marhum Sultan Idris Azim ud-din [Matinroé-ri Béula] (1715–1720)
20. Bata-ri Toja Daéng Talaga Arung Timurung Datu-ri Citta Sultana Zainab Zakiat ud-din binti al-Marhum Sultan Idris Azim ud-din [Matinroé-ri Tippuluna] (1715) (die zweite Amtszeit)
21. La Pareppa To' Aparapu Sappéwali Daéng Bonto Madanrang Karaéng Anamonjang Paduka Sri Sultan Shahab ud-din Ismail ibni al-Marhum Sultan Idris Azim ud-din (1720–1721). Er wurde Sultan Gowa Tumamenang ri Sombaopu und Datu Soppeng.
22. Tumamenang ri Pasiq, Tomamaliang-ri Gaukana, I-Mappaurangi Karaéng Kanjilo Paduka Sri Sultan Siraj ud-din ibni al-Marhum Sultan 'Abdu'l Kadir (1721–1724). Er wurde Sultan von Gowa und Tallo und Sultan Tallo.
23. La Panaongi To' Pawawoi Arung Mampu Karaéng Biséi Paduka Sri Sultan 'Abdu'llah Mansur ibni al-Marhum Sultan Idris Azim ud-din [Tuammenang-ri Biséi] (1724)
24. Batari Toja Daéng Talaga Arung Timurung Datu-ri Citta Sultana Zainab Zakiat ud-din binti al-Marhum Sultan Idris Azim ud-din [Matinroé-ri Tippuluna] (1724–1738) (die dritte Amtszeit)
25. I-Danraja Siti Nafisah Karaéng Langelo binti al-Marhum (1738–1741)
26. Batari Toja Daéng Talaga Arung Timurung Datu-ri Citta Sultana Zainab Zakiat ud-din binti al-Marhum Sultan Idris Azim ud-din [Matinroé-ri Tippuluna] (1741–1749) (die vierte Amtszeit)
27. La Temmassogé Mappasossong To' Appaware' Petta Paduka Sri Sultan 'Abdu'l Razzaq Jalal ud-din ibni al-Marhum Sultan Idris Azim ud-din [Matinroé ri-Malimongang] (1749–1775)
28. La Tenri Tappu To' Appaliweng Arung Timurung Paduka Sri Sultan Ahmad as-Saleh Shams ud-din [Matinroé-ri-Rompégading] (1775–1812)
29. La Mappatunru To Appatunru' Paduka Sri Sultan Muhammad Ismail Muhtajuddin [Matinroé-ri Laleng-bata] (1812–1823)
30. I-Manéng Paduka Sri Ratu Sultana Salima Rajiat ud-din [Matinroé-ri Kassi] (1823–1835)
31. La Mappaséling Paduka Sri Sultan Adam Nazim ud-din [Matinroé-ri Salassana] (1835–1845)
32. La Parénréngi Paduka Sri Sultan Ahmad Saleh Muhi ud-din [Matinroé-ri Aja-bénténg] (1845–1858)
33. La Pamadanuka Paduka Sri Sultan Abul-Hadi (1858–1860)???
34. La Singkeru Rukka Paduka Sri Sultan Ahmad Idris [Matinroé-ri Lalambata] (1860–1871)
35. I-Banri Gau Paduka Sri Sultana Fatima [Matinroé-ri Bola Mapparé'na] (1871–1895)
36. La Pawawoi Karaéng Sigéri [Matinroé-ri Bandung] (1895–1905)
37. Haji Andi Bacho La Mappanyuki Karaéng Silaja/Selayar Sri Sultan Ibrahim ibnu Sri Sultan Husain (1931–1946) (die erste Amtszeit)
38. Andi Pabénténg Daéng Palawa [Matinroé-ri Matuju] (1946–1950)
39. Haji Andi Bacho La Mappanyuki Karaéng Silaja/Selayar Sri Sultan Ibrahim ibnu Sri Sultan Husain [Matinroé-ri Gowa] (1950-1960) (die zweite Amtszeit von Niederländern ernannt worden)